# Грмечка корида
Грмечка корида је назив за традиционалне борбе бикова, код крајишких Срба, са Грмеча. Борбе се традиционално одржавају сваке године у прву недјељу иза Илиндана (2. августа). Данас, ова манифестација је у оквиру Илинданских свечаности, а организује се уз помоћ локалне заједнице у Оштрој Луци и Владе Републике Српске. Године 2015. одржана је 243. корида по реду.

## Историја
Иако се сматра да је ова српска народна светковина стара најмање два вијека, претпоставља се да се Грмечка корида први пут у штампаном облику помиње у приповијеци „Јаблан” 1902. српског аутора из овог краја, Петра Кочића, и то у вријеме аустроугарске окупације.
Срби из погрмечких села су традиционалне борбе бикова до 1992. године одржавали на Међеђем брду код Санице, у данашњој федералној општини Сански Мост. Током рата корида јењава, а погрмечки Срби напуштају огњишта и ову манифестацију настављају 1996. године на Поповића брду, Општина Оштра Лука које се налази на територији Републике Српске.
Приповијетка „Јаблан” 1902:
 Бакови стадоше букати, копати предњим ногама, заносити се, ребрити, док силно не грунуше рогови о рогове. Стоји прасак, лом! Земља се круни, угиба под њима. Лујо дрхће, стрепи. Сваки му се живац разиграо. Избечио крупне, грахорасте очи, не трепће. Сваки покрет прати; сваки удар одјекне у разиграном срцу. Стиснуо се, погнуо се — помагао би Јаблану да може. Засјенише му се очи. Само назире како се нешто пред њим врти, вијуга, угиба. Рудоња насрну свом силом. 
 — Подувати га, Јабо! — викну Лујо, као изван себе. 
Јаблан, стари, лукави мејданџија, посрну као ђоја на десно кољено предње ноге, па подухвати Рудоњу испод врата. 
- Не дајте, људи, нагрди вола! викну преплашено кнез. 
Испод врата Рудоњина шикну велик млаз крви. Лујо задолига. Јаблан стоји поносито на мејдану и риче, а планински врхунци силно — силно одјекују.

## Категорије
Борбе бикова су подјељење у двије категорије, од 500 до 800 kg и оне преко 800 kg. Побједник обично осваја и новчану награду.

## Илиндан и грмечки вашар
Илиндан је хришћански празник који се слави 20. јула по јулијанском календару, односно 2. августа по грегоријанском календару. Посвећен је светом пророку Илији.
Окупљања на вашарима су у традиционалној култури обављала значајну функцију културне размјене између становника блиских предеоних цјелина. Грмечка корида и данас има значајан одјек у сеоским и градским заједницама крајишког подручја.